# Rosenkranz & Güldenstern
Rosenkranz & Güldenstern ist ein Spielfilm des britischen Dramatikers, Drehbuchautors und Regisseurs Tom Stoppard aus dem Jahr 1990. Die Tragikomödie ist eine Übertragung von Stoppards Theaterstück Rosenkrantz und Güldenstern sind tot (1966). Die beiden Hauptcharaktere sind ursprünglich Nebenfiguren aus Shakespeares Hamlet.

## Handlung
Der Film handelt, wie es sein Titel vermuten lässt, von den Jugendfreunden Hamlets, Rosenkranz und Güldenstern. Die beiden Figuren, die in Shakespeares Tragödie eher unwichtig sind, spielen in Tom Stoppards Film jedoch die Hauptrolle, und man sieht, wie die beiden unbeholfen durch die Geschichte rund um Hamlet schlittern.
Der Film beginnt in einem tristen Wald, durch den die beiden Hauptdarsteller reisen. Aus Langweile beginnt einer der beiden, Münzen zu werfen, wobei das Ergebnis des Glücksspiels jedoch immer das Gleiche ist: Kopf. Während Rosenkranz (Gary Oldman) sich über seine Siegesserie und seinen neuen Rekord freut, versucht Güldenstern (Tim Roth), das Wunder zu hinterfragen, und philosophiert über die Gesetze der Wahrscheinlichkeit. Die Geschichte geht skurril weiter, denn weder Rosenkranz noch Güldenstern können sich daran erinnern, warum sie eigentlich auf der Reise sind. Langsam kommt ihnen jedoch in den Sinn, dass sie vom König an den Hof Dänemarks gerufen wurden.
Sie reisen weiter und treffen auf ein Wandertheater, das den beiden seine dubiosen Dienste anbietet. Rosenkranz und Güldenstern sind jedoch angewidert und verlassen die Schauspieltruppe.
Am Hof angekommen, erhalten die beiden sofort ihren Auftrag vom König, wobei ihnen die Möglichkeit gegeben ist, die Aufgabe anzunehmen oder abzulehnen. Der Auftrag lautet, wie bei Shakespeare, den deprimierten Hamlet aufzuheitern und gleichzeitig den Grund für seine Betrübtheit zu finden. Rosenkranz und Güldenstern willigen ein, bereuen ihre Entscheidung jedoch kurz darauf.
Um sich auf das Gespräch mit Hamlet vorzubereiten, erfinden die beiden ein Spiel, dessen Inhalt es ist, dem anderen Fragen zu stellen. Auf jede Frage folgt eine Gegenfrage; wer dies nicht schafft, hat verloren. Nach diesem Spiel und einem kleinen Wirrwarr um ihre Namen spielen die beiden ein weiteres Spiel, in dem einer der beiden die Rolle Hamlets und der andere die Rolle der zwei Freunde einnimmt.
Das Treffen von Rosenkranz und Güldenstern mit Hamlet verläuft erfolglos für die beiden, denn sie sind nicht fähig, Hamlet etwas zu entlocken. Hamlet schafft es, die beiden auszutricksen und zu verwirren. Rosenkranz und Güldenstern versuchen, die verworrenen Aussagen von Hamlet zu deuten, was ihnen jedoch nicht gelingt. Nach dem Gespräch mit Hamlet führen die Schauspieler Hamlet ein Stück vor, während Rosenkranz mit der Mechanik einer Falltür spielt.
Am nächsten Tag platzen Rosenkranz und Güldenstern in eine Vorstellung des Wandertheaters. Die Schauspieler zeigen eine Auswahl an Szenen des Originals als Pantomime. Als der König und die Königin kurz danach die beiden nach ihren Fortschritten fragen, behaupten sie, bereits gut vorangekommen zu sein.
Auf ein kurzes skurriles Gespräch zwischen Rosenkranz und Güldenstern über die Unannehmlichkeiten eines Sarges folgt eine weitere Theaterszene, in der der Mord am König durch seinen Bruder dargestellt wird. Die Darstellung wird durch einen stürmischen Streit zwischen Ophelia und Hamlet gestört. Nachdem Hamlet die Bühne verlassen hat, tritt der König auf und entscheidet, dass Hamlet nach England müsse.
Weder die Schauspieler noch die beiden Hauptakteure zeigen sich durch den Auftritt Hamlets, Ophelias und des Königs beeindruckt und starten eine Diskussion über das Schicksal und den Tod. Der Leiter der Schauspieler behauptet, dass niemand über sein Schicksal bestimmen kann und alle, die „für den Tod markiert sind“, am Ende des Stückes sterben werden. Die soeben geprobte Variante des Stückes wird dem König vorgespielt, der sich selbst erkennt und schockiert die Vorstellung verlässt, was jedoch von Rosenkranz und Güldenstern nicht verstanden wird.
Nachdem die beiden den Auftrag erhalten, Hamlet nach England zu bringen, erleben sie die Ermordung von Polonius mit. In der nächsten Szene finden sich Rosenkranz und Güldenstern auf einem Schiff wieder, ohne zu wissen, wie sie dorthin gelangt sind. Da Rosenkranz stark beunruhigt ist, beginnen die beiden ein Rollenspiel, in dem Rosenkranz den König von England und Güldenstern sich selbst spielt. Während ihres Spieles öffnet Rosenkranz den versiegelten Brief und liest ihn vor. So erfahren die beiden, dass sie Hamlet nach England bringen sollen, damit er dort getötet wird. Rosenkranz findet, man müsse Hamlet warnen, da sie alte Freunde von ihm seien. Güldenstern meint jedoch, dass sie die natürlichen Abläufe nicht stören sollen und dass der Tod ohnehin unaufhaltbar und vielleicht gar nicht so schlecht sei.
Während Rosenkranz und Güldenstern schlafen, tauscht Hamlet den Brief des Königs gegen eine Fälschung aus. Kurz darauf werden die beiden durch den Angriff von Piraten geweckt. Hamlet springt in der Hitze des Gefechts auf das Piratenschiff. Nachdem sich die Lage wieder beruhigt hat, bemerken Rosenkranz und Güldenstern, dass sie ohne Hamlet ihren Auftrag nicht erfüllen können. Wieder spielen sie das Rollenspiel, und wieder öffnen sie den Brief des Königs, jedoch stehen diesmal die Namen Rosenkranz’ und Güldensterns an Stelle Hamlets.
Ein weiteres Mal packt Rosenkranz und Güldenstern die Verzweiflung, denn sie können nicht glauben, dass sie nun sterben müssen. Der Schauspieler versteht die Aufregung um ihren Tod nicht, da seiner Erfahrung nach fast alles mit dem Tod endet. Um dem Schauspieler zu zeigen, was der Tod tatsächlich ist, greift Rosenkranz nach dem Dolch des Schauspielers und ersticht ihn. Bei dem Dolch handelte es sich jedoch nur um eine Theaterrequisite, und der Schauspieler überlebt. Der Film endet mit dem Tod von Rosenkranz und Güldenstern.

## Interpretation
Tom Stoppards Theaterstück Rosencrantz and Guildenstern Are Dead (1966), auf dem der Film basiert, ist ein typisches Beispiel des Absurden Dramas. Mehr noch als die inhaltlichen Parallelen zu Shakespeares Hamlet fallen daher die formalen Parallelen zu Samuel Becketts Waiting for Godot (1952) auf: Wie dort Vladimir und Estragon, so erscheinen hier auch Rosenkranz und Güldenstern wie zwei Hälften ein und desselben Charakters, permanent darauf aus, sich irgendwie die Zeit zu vertreiben, indem sie sich in endlose Frage-und-Antwort-Spiele verstricken, sich dabei ständig unterbrechen, widersprechen oder auch einfach nur über längere Zeiträume anschweigen.
Getreu der Shakespearschen Erkenntnis All the world’s a stage, And all the men and women merely players („Die ganze Welt ist eine Bühne und all die Männer und Frauen sind bloß Darsteller“) sind sie wie bloße Schachfiguren, die von Schachfeld zu Schachfeld irren und selbst nicht so ganz durchschauen, von wem sie da eigentlich geschoben werden: Vom intriganten König, der sie für seine Intrige benutzt? Von Hamlet, der auch vor und mit ihnen die Rolle des Wahnsinnigen spielt? Oder einfach nur vom Regisseur des Absurden selbst?
Als Rosenkranz und Güldenstern auf die Wanderschauspielertruppe treffen und diese ihr Können vorführt, um die beiden als Zuschauer zu gewinnen, öffnet sich während der Vorstellung auf dem Bühnenwagen ein Koffer, aus dem einige Notenblätter fallen. In den folgenden Szenen des Films tauchen diese Papiere immer wieder auf. So gewinnt der Zuschauer den Eindruck, dass Rosenkranz und Güldenstern die Bühne des Schauspielwagens nie wirklich verlassen. Sie glauben zwar ihre Reise fortzusetzen, bleiben jedoch stets im Schauspiel „gefangen“ und werden, wie einer der Spieler formuliert, selbst zu „einem Teil der Vorstellung“. Dieser Eindruck wird dadurch verstärkt, dass Rosenkranz und Güldenstern nach jedem Szenenwechsel darüber rätseln, wo sie sich befinden und wie sie dorthin gelangt sind: Vom Wald in den Ballsaal? Oder vom Hinterzimmer von Hamlets Mutter auf das Boot, das Richtung England fährt? – Am Ende sieht man, wie zur Bestätigung dieses Spiels im Spiel, die Truppe die Bühne ihres Wagens wieder zurückbauen und weiterfahren.

## Auszeichnungen
Tom Stoppards Film gewann 1990 den Goldenen Löwen der Filmfestspiele von Venedig und setzt sich dabei unter anderem gegen Martin Scorseses Mafia-Epos GoodFellas – Drei Jahrzehnte in der Mafia durch. Hauptdarsteller Gary Oldman erhielt 1992 eine Nominierung für den Independent Spirit Award, hatte aber gegenüber River Phoenix (My Private Idaho) das Nachsehen.

## Kritik
- epd Film 3/1991: Auch die durchgängige Ironisierung und Stilisierung, die manchmal durchaus Spaß macht, rettet letztlich den Film nicht, denn sie sprengt nie den Rahmen des Theaters.
- film-dienst 4/1991: Opulent ausgestattetes Filmvergnügen, das die Vorgabe einfallsreich variiert und auf vielfältige Weise die Rolle des Menschen in der Welt reflektiert; hervorragend gespielt.
- Der Spiegel 9/1991: Die Stars Richard Dreyfuss, Tim Roth und Gary Oldman legen sich mit selbstverliebter Wonne ins Zeug – dennoch bleibt der Film, wie schon das Stück, reich an Geistreichelei, ein eher akademisches Vergnügen.[4]